# Liste der Baudenkmale in Gödenstorf
In der Liste der Baudenkmale in Gödenstorf sind alle Baudenkmale der niedersächsischen Gemeinde Gödenstorf im Landkreis Harburg aufgelistet. Der Stand der Liste ist der 15. Januar 2023.

## Allgemein
In den Spalten befinden sich folgende Informationen:
- Lage: die Adresse des Baudenkmales und die geographischen Koordinaten. Kartenansicht, um Koordinaten zu setzen. In der Kartenansicht sind Baudenkmale ohne Koordinaten mit einem roten Marker dargestellt und können in der Karte gesetzt werden. Baudenkmale ohne Bild sind mit einem blauen Marker gekennzeichnet, Baudenkmale mit Bild mit einem grünen Marker.
- Bezeichnung: Bezeichnung des Baudenkmales
- Beschreibung: die Beschreibung des Baudenkmales. Unter § 3 Abs. 2 NDSchG werden Einzeldenkmale und unter § 3 Abs. 3 NDSchG Gruppen baulicher Anlagen und deren Bestandteile ausgewiesen.
- ID: die Objekt-ID des Baudenkmales
- Bild: ein Bild des Baudenkmales, ggf. zusätzlich mit einem Link zu weiteren Fotos des Baudenkmals im Medienarchiv Wikimedia Commons. Wenn man auf das Kamerasymbol klickt, können Fotos zu Baudenkmalen aus dieser Liste hochgeladen werden:

## Gödenstorf
| Lage                                                       | Bezeichnung                                              | Beschreibung | ID       | Bild |
| ---------------------------------------------------------- | -------------------------------------------------------- | ------------ | -------- | ---- |
| An der Straße nach Lübberstedt 53° 12′ 51″ N, 10° 7′ 26″ O | Wasserversorgungsanlage (Widderanlage mit Druckbehälter) | Widderanlage | 32727852 |      |

### Forstgrenzsteine
| Lage                                 | Bezeichnung      | Beschreibung                    | ID | Bild |
| ------------------------------------ | ---------------- | ------------------------------- | --- | ---- |
| Am Walde 53° 13′ 14″ N, 10° 6′ 17″ O | Forstgrenzsteine | Gruppe von 16 Forstgrenzsteinen | 32726868, 32727092, 32726884, 32726900, 32726916, 32726932, 32726948, 32727060, 32727076, 32726964, 32726980, 32726996, 32727012, 32727028, 32727044/1/-/ 32726852, 32726868, 32727092, 32726884, 32726900, 32726916, 32726932, 32726948, 32727060, 32727076, 32726964, 32726980, 32726996, 32727012, 32727028, 32727044 | BW   |

## Lübberstedt
| Lage                                                                         | Bezeichnung     | Beschreibung                                                                                            | ID       | Bild           |
| ---------------------------------------------------------------------------- | --------------- | --- | -------- | -------------- |
| Am Bahnhof 2 53° 11′ 45″ N, 10° 5′ 58″ O                                     | Bauernhaus      | | 32726523 |                |
| Grebenhoop 2 53° 11′ 43″ N, 10° 5′ 58″ O                                     | Revierförsterei | | 32726557 |                |
| Grebenhoop 17 53° 11′ 44″ N, 10° 6′ 21″ O                                    | Bauernhaus      | | 32726575 | BW             |
| Lübberstedter Straße 4 53° 11′ 49″ N, 10° 6′ 1″ O                            | Bauernhaus      | | 32726593 |                |
| Lübberstedter Straße 15 53° 11′ 47″ N, 10° 5′ 57″ O                          | Bauernhaus      | | 32726611 |                |
| Waldgebiet Spann, südöstlich von Lübberstedt 53° 11′ 50″ N, 10° 7′ 52″ O     | Grenzstein      | Historischer Grenzstein aus dem 18. Jahrhundert, ein sog. Georg-Rex-Stein mit dem Monogramm Georgs III. | 32727788 | Weitere Bilder |
| Waldgebiet Grevenhoop, südöstlich von Lübberstedt 53° 11′ 51″ N, 10° 7′ 6″ O | Grenzstein      | Historischer Grenzstein aus dem 18. Jahrhundert, ein sog. Georg-Rex-Stein mit dem Monogramm Georgs III. | 32727403 | Weitere Bilder |

### Forstgrenzsteine
| Lage                                                     | Bezeichnung      | Beschreibung                     | ID | Bild |
| -------------------------------------------------------- | ---------------- | -------------------------------- | --- | ---- |
| Südöstlich von Lübberstedt 53° 11′ 33″ N, 10° 6′ 42″ O   | Forstgrenzsteine | Gruppe von 16 Forstgrenzsteinen. | 32727547 32727531 32727515 32727499 32727467 32727483 32727451 32727435 32727419 32727579 32727595 32727611 32727627 32727643 32727659/1/-/ 32727563 32727547 32727531 32727515 32727499 32727467 32727483 32727451 32727435 32727419 32727579 32727595 32727611 32727627 32727643 32727659                                                                         | BW   |
| Südöstlich von Lübberstedt 53° 11′ 38″ N, 10° 7′ 33″ O   | Forstgrenzsteine | Gruppe von 20 Forstgrenzsteinen. | 32727691 32727707 32727723 32727739 32727755 32727771 32727788 32727804 32727820 32727836 32726644 32726660 32726676 32726692 32726708 32726724 32726740 32726756 32726772/1/-/ 32727675 32727691 32727707 32727723 32727739 32727755 32727771 32727788 32727804 32727820 32727836 32726644 32726660 32726676 32726692 32726708 32726724 32726740 32726756 32726772 | BW   |
| Südlich von Lübberstedt 53° 11′ 16″ N, 10° 6′ 18″ O      | Forstgrenzsteine | Gruppe von 11 Forstgrenzsteinen. | 32726804 32726820 32726836 32726628 32727387 32727371 32727355 32727339 32727323 32727307/1/-/ 32726788 32726804 32726820 32726836 32726628 32727387 32727371 32727355 32727339 32727323 32727307 | BW   |
| Nordwestlich von Lübberstedt 53° 12′ 16″ N, 10° 5′ 22″ O | Forstgrenzsteine | Gruppe von 10 Forstgrenzsteinen. | 32727124 32727140 32727156 32727172 32727188 32727204 32727220 32727252 32727236/1/-/ 32727108 32727124 32727140 32727156 32727172 32727188 32727204 32727220 32727252 32727236 | BW   |